# 新西爾基 (布斯克市鎮)
49°55′26″N 24°28′3″E / 49.92389°N 24.46750°E
新西爾基（羅馬化：Novosilky）是位於烏克蘭西部的村莊，由利沃夫州佐洛奇夫區的布斯克市鎮負責管轄。該村面積3.04平方公里，海拔高度236米，2001年人口519，人口密度每平方公里170.61人。